# 赪桐
是一种唇形科大青属的植物。其种加词“japonicum”意为“日本的”。

## 形态
落叶灌木，在热带为常綠，高1～2米。葉面寬大，5-18厘米長，4.5-16厘米寬，先端銳尖或短漸尖，基部深心形或卵圆形的叶片对生，具有长柄，全緣或粗3-5细腺齿，叶背有黄色腺点。大型聚伞圆锥花序顶生，其花色有紅、白兩種，花期5～7月。核果，熟时为蓝黑色，果熟期9～10月。

## 分布
分布于中南半岛、不丹、锡金、马来西亚、日本、台湾、孟加拉、印度以及中国大陆的江西、广东、广西、四川、福建、云南、湖南、江苏、浙江、贵州等地，生长于海拔100米至1,600米的地区，一般生于溪边、山谷、平原或疏林中，目前尚未由人工引种栽培。

## 别名
百日红（四川） 贞桐花、状元红、荷苞花（广东）、红花倒血莲（湖南）、紅龍船、瘋婆花、痟查某（台湾）、五月花、赬花、鼓子花。
因本种在台湾称为「龍船花」，而仙丹花（Ixora chinensis）亦名「龍船花」，故常相混。

## 藥用價值
傳統中藥材的一種，根、葉可入藥；其性味：味甘、淡，性涼；可清熱利濕、消腫散瘀。